# Altman z Pasova
Svatý Altman Pasovský (1015, Severní Porýní-Vestfálsko – 1091, Klášter Göttweig) byl německý šlechtic, v letech 1065-1085 pasovský biskup a realizovatel reforem papeže Řehoře VI. Římskokatolická církev jej uctívá jako světce. Jeho liturgická památka připadá na 8. srpen.

## Život
Altman působil od roku 1051 jako dvorní kaplan císaře Jindřicha III. Černého, předtím byl proboštem v Cáchách. Roku 1064 se účastnil pouti do Svaté země a o rok později se stal biskupem v Pasově. V této funkci se snažil o reformu duchovenstva a v roce 1070 založil pasovský klášter augustiniánských řeholních kanovníků a v roce 1083 benediktinské opatství v Göttweigu. Řeholní reformu se mu podařilo realizovat v Sankt Florianu, Kremsmünsteru, Melku a Sankt Pöltenu.
Účastnil se římských synod v letech 1079 a 1080. V roce 1085 byl císařem sesazen z biskupského úřadu. Uchýlil se pak na Babenberské území a zemřel v roce 1091 v göttweigském klášteře. Zde je i pohřben. Nikdy neproběhla jeho oficiální kanonizace, v roce 1300 (a opětovně 1496) byl papežem schválen jeho kult. Současné Martyrologium Romanum jej uvádí jako svatého.